# 和田洋人
和田 洋人（わだ ひろと、1974年12月27日 - 2021年7月18日）は、日本の漫画家。東京都立川市出身。主な作品にデビュー作の『ファラ夫』などがある。

## 来歴

### 受賞
『ファラ夫』の連載より10年以上前に、『月刊少年マガジン』（講談社）にて受賞し、担当編集者がつく。漫画のアシスタントをしながら持ち込みや「子供向けの伝記もの」を執筆。
『ファラ夫』は連載開始の7年前には構想されていた。同作のネームを作り、当時の担当編集者に提出したところ、とある雑誌で連載が決定し、アシスタントを辞めるも、その雑誌の編集長の意向により連載がなくなる。そのような経験は、過去に何度も繰り返していた。別のネームを作成するが通らず、時間が経過していった。そこで一度漫画から離れるために、漫画と無関係の仕事に就くことにする。

### 働きながら漫画制作
連載がなくなったことにより「お金が必要」と考えた和田は、おにぎり工場の従業員として勤務し、朝礼を行ったりパートや従業員に指示を出すといった仕事を行う。しかし仕事をするうちに、「漫画を描きたくてこの業界に入ったのに、どうして俺はおにぎり仕分けの号令をしているんだ？」と考えるようになった和田は、『ファラ夫』の漫画を構成し直そうと考える。朝の8時に出勤し、夜の9時半に帰宅して、漫画を制作し、2時間就寝後に出勤といった生活を1年半の間続けていた。帰宅後は「練習後のスポーツ選手」のように「湯船に水を張ってそこに体を浸けるアイシング」が日課であった。それにより、2か月で体重が20キログラム減少したという。
『ファラ夫』の原稿が完成した時には、担当編集者は別の部署に異動していた。そこで「和田の漫画に興味を持っている人物」として紹介された編集者の村松が、和田の担当となる。「連載が続いても面白さを持続できる」と考えた村松は、当時所属していた『ヤングマガジン』の編集長に5話分のネームを見せたところ、本誌での連載が決定となる。工場に勤務したままでは週刊連載はできないが、3か月で連載終了するかもしれないと村松から話を聞いた和田は、葛藤することなく退職を決意。同作でデビューとなった和田は、「真剣に漫画家を目指してからかなり時間が経って」しまったが、「諦めずにやってきて良かった」と話していた。

### 連載開始
2017年に『週刊ヤングマガジン』（同社）35号から、古代エジプトの王のファラオの日本での生活を描いたギャグ漫画『ファラ夫』を連載開始。2018年30号で打ち切りとなり、連載が終了。連載終了の話をされた和田は「商業誌でやる以上、打ち切りは仕方のないこと」であると「現実として受け入れ」、「次に向かって行くしかない」と腹を括り、同作をきれいに終了させている。
2020年に『コミックDAYS』（同社）にて、ディズニー公認による企画作品『殿さまとスティッチ』を連載。戦国時代を舞台としており、作中にスティッチが登場する。スティッチを「捨て一」と名づけた場面は、三都慎司や山田恵庸から反響があった。
2021年に『イブニング』（同社）8号から、新たな解釈により徳川光圀を描いたギャグ漫画『ヤンキー水戸黄門』を連載開始し、病院に通院しながら連載を行う。連載中の2021年7月18日に脳出血などにより死去。8月10日発売の17号で連載終了となり、同号掲載の第10話で未完の作品となった。亡くなる前に仕上げた第10話の原稿が、和田の最後の原稿である。

## 作風
高い画力で渾身のギャグを繰り出し、人気を博す。

## 人物
前向きな性格で根性があり、「漫画に生涯を捧げた」ような人物である。

## 作品リスト
- ファラ夫（『週刊ヤングマガジン』2017年35号[5] - 2018年30号[7]、全3巻） - デビュー作[4]
- 殿さまとスティッチ（『コミックDAYS』2020年1月13日[8] - 8月3日[16]、全3巻） - 単行本は電子書籍がなく、紙限定で刊行[10]
- ヤンキー水戸黄門（『イブニング』2021年8号[11] - 同年17号[14]、全1巻）

## 関連人物
六田登
漫画家。和田の恩師。「漫画をやめる・やめないではなく、全力でやり切れ」と和田に教える。